# Bardos
Bardos é uma comuna francesa na região administrativa da Nova Aquitânia, no departamento dos Pirenéus Atlânticos. Estende-se por uma área de 42,43 km². Em 2010 a comuna tinha 1 877 habitantes (densidade: 44,2 hab./km²).